# Fup
'Fup' é um romance estadunidense, cujo período histórico da narrativa é do final da década de 1950 até o final da década de 1970. Maior parte da narrativa ocore em um sítio, no interior dos Estados Unidos. Com um final surpreendente, beirando ao surrealismo, o livro preza por expressar as fantasias e conflitos psicológicos dos personagem de forma cômica, além da apresentação de Fup, uma pata de estimação.

## Johnathan "Miúdo" Makhurst
Adotado pelo Vovô Jake após a morte de seus pais, é obcecado por construir cercas e por caçar um porco do mato chamado Cerra-Dente. Seu pai, piloto, morreu em um acidente de avião; sua mãe morreu afogada quando tentava tocar em um pato, num lago em dia chuvoso.
Sua vida é pacata, calma e sem maiores afazeres. Sobrevive com seu avô, realiza seus afazeres e ocupações. Um dia, encontra um pato muito pequeno dentro de um buraco de mourão de cerca recém-arrancado pelo Cerra-Dente. Resolve adotá-la; neste momento começam as transformações na vida de Miúdo e de Vovô Jake com a inclusão de Fup em seu cotidiano.

## Vovô Jake
Homem franzino, mas de comportamento rude. Viciado em jogos e em álcool, adotou Miúdo e a fortuna provinda de seus pais. Vive para jogar, fazer apostas e falar do seu passado, utilizando palavrões e expressões de baixo-calão. Constantemente conta histórias de suas jogatinas.
Vovô Jake possui um alambique, onde produz uma bebida chamada Sussurro-da-Morte. A receita desta bebida lhe foi confiada por um índio prestes a morrer; a promessa do índio era de que quem bebia o Sussurro-da-Morte seria imortal. Jake inicia sua produção e inclusive tenta distribuí-la. Entretanto, devido à alta concentração alcóolica e ao sabor peculiar, os vizinhos de Jake utilizam o Sussuro-da-Morte para combater pragas no gado, como inseticida e demais usos incomuns à uma bebida.
Com a inclusão de Fup na vida de Jake, este passa a se dedicar à pata, tentando ensiná-la a voar e dando-lhe de beber o Sussurro-da-Morte.

## Fup
Pata encontrada por Miúdo e criada como animal de estimação, é uma pata muito incomum devido a seu tamanho aproximadamente sete vezes maior que o de um pato normal. Comunicativa, expressa-se por "quács", meneios com as asas e com o bico. Tem uma personalidade forte e é onívora. É agressiva, chegando a atacar quem lhe aborreça.

## Citações do livro
Miúdo tinha 22 anos, mas seu rosto macio e suave o fazia parecer seis anos mais jovem, ainda no balbucio da adolescência. Vovô tinha 99, e era quase sempre lúcido, porém era presa dos lapsos gaguejantes da senilidade. Miúdo, como a maioria dos homens sob o peso desse apelido, tinha, descalço, 1,92 m de altura e castigava as balanças com 135 quilos. Vovô tinha 1,62 m com as botas de cowboy e pesava pouco mais de 50 quilo, se bem que geralmente afirmasse, à menor provocação, que já tivera 1,80 m e pesara 100 quilos, antes que o trabalho árduo e as mulheres ainda mais árduas o tivessem encolhido, e que, se ainda estivesse à distância de um pio da flor de sua mocidade, ele te chutaria a bunda como se fosse lenha e empilharia antes que os galhos e gravetos beijassem o chão. Miúdo, felizmente, era tão amistoso quanto o vovô era ranzinza, tão plácido quanto o velho era feroz e beligerante./ As diferenças de temperamento se transformaram em estilos. Miúdo gostava da pureza linear do jogo de damas. Vovô preferia o jogo de baralho com cartas marcadas, em que sua força está nos seus segredos e você voa rumo ao olho do caos montado no próprio fantasma. (DODGE, 2007, p. 36-37)
Por algum tempo, Miúdo e vovô Jake tinham tentado ensinar Fup a jogar damas, todos os dias depois do jantar, mas depois de alguns meses desistiram. Não foi porque não compreendesse a natureza do jogo - e até mesmo, talvez, suas nuanças; é que simplesmente não gostava quando tentavam tirar uma de suas peças do tabuleiro. Bem que gostava quando comia um peça deles e a pegava com o bico, deixando que caísse no chão, mas, quando uma das suas peças era comida, ela pulava - para cima e para baixo no tabuleiro, com seus pés palmípedes pisoteando selvagemente e espealhando as peças de tal maneira que tinham de dar o jogo por empatado e começar outra vez. Coletivamente, acabaram desistindo. (DODGE, 2007, p. 60-61)